# Ceriana anaglypha
Ceriana anaglypha är en tvåvingeart som först beskrevs av Seguy 1948.  Ceriana anaglypha ingår i släktet griffelblomflugor, och familjen blomflugor. Inga underarter finns listade i Catalogue of Life.